# Speroni nella polvere
Speroni nella polvere è un romanzo dell'autore B. Traven, pubblicato per la prima volta nel 1931 e ambientato in Messico. 
Si tratta del secondo romanzo del Ciclo della Caoba.